# Camilla Richardsson
Camilla Margareta Richardsson, född 14 september 1993, är en långdistanslöpare från Vasa, Finland. Hon tävlar för Esbo IF.

## Meriter[2]

### 2014
- FM silver på 3000 m hinder

### 2015
- FM silver på 3000 m hinder

### 2016
- FM silver på 3000 m hinder
- FM silver på 5000 m med tiden 16:16.16
- FM guld på 10 000 m med tiden 22:43.53
- FM silver på 6 km terränglöpning 2016

### 2017
- FM silver på 5000 m med tiden
- FM guld på 3000m hinder på tiden 9:58:36
- FM guld på 6 km terränglöpning

### 2018
- FM-hallguld 2018 på 3000m på tiden 9:18:45
- FM guld på 6 km terränglöpning

## Rekord
2023 löpte Richardsson 10 000 meter på tiden 31.12,78 den 20 maj i London, Storbritannien, det var också nytt Finländsk rekord på distansen. Hon innehar sedan tidigare SFI rekordet på 5 000 meter (12 juli 2015 Tallinn, EST) på tiden 15.57,95. Hon satte finländskt rekord på 3 000 meter med tiden 8.53,60 vid inomhus-EM i Istanbul 2 mars 2023.

## Tränare
- - 2013 Joakim Träskelin
- 2013-2017 Guy Storbacka
- 2017 - Jukka Keskisalo[5]